# Cid Bartolomeu de Araújo
Cid Bartolomeu de Araújo (20 de maio de 1945) é um pesquisador brasileiro, titular da Academia Brasileira de Ciências na área de Ciências Físicas desde 1986. É professor do Departamento de Física da Universidade Federal de Pernambuco,  desenvolvendo pesquisas na  área de óptica.
Foi condecorado com a comenda da Ordem Nacional do Mérito Científico.